# Mushoku Tensei
Mushoku Tensei - Nel nuovo mondo darò il massimo (無職転生 〜異世界行ったら本気だす〜?, Mushoku Tensei: Isekai ittara honki dasu, lett. "Reincarnazione senza lavoro: Ci proverò seriamente se vado in un altro mondo") è una serie di light novel di Rifujin na Magonote che narra le avventure di un uomo senza lavoro e senza speranza che si reincarna in un mondo fantastico, conservando i ricordi della sua vita passata, determinato a vivere la sua nuova vita senza rimpianti. Pubblicato originariamente sul sito web di "web novel" Shōsetsuka ni narō dal 22 novembre 2012, un anno dopo è stato annunciato che la serie avrebbe ricevuto una versione cartacea sotto l'etichetta MF Books di Media Factory con illustrazioni realizzate da un utente di Pixiv chiamato Shirotaka.
Un adattamento manga di Yuka Fujikawa ha iniziato la serializzazione nel numero di giugno 2014 di Monthly Comic Flapper. Seven Seas Entertainment ha concesso in licenza i volumi tankōbon del manga per la localizzazione nel Nord America. La società ha anche concesso in licenza le light novel originali. Nelle classifiche di Syosetu, la web novel è apparsa cumulativamente come l'opera più popolare sul sito web. Un adattamento anime di Studio Bind è stato trasmesso dall'11 gennaio al 20 dicembre 2021. Una seconda stagione è andata in onda dal 2 luglio 2023 al 1º luglio 2024. Una terza stagione è prevista per il 2026.

## Trama
Un NEET giapponese di 34 anni, senza nome, è stato sfrattato dalla sua casa in seguito alla morte dei suoi genitori. Dopo un po' di auto-introspezione, conclude che la sua vita alla fine è stata inutile. Vede un camion in corsa diretto verso un gruppo di adolescenti, e nel tentativo di fare qualcosa di significativo per una volta nella sua vita, riesce a spingere via uno dei ragazzi in pericolo prima di essere investito e morire.
Risvegliandosi nel corpo di un bambino, si rende conto di essersi reincarnato in un mondo di "sword and sorcery". Decide di vivere appieno la sua nuova vita, abbandonando la sua identità passata per la sua nuova vita come Rudeus Greyrat. A causa del suo fattore genetico e dell'addestramento precoce, Rudeus diventa molto abile nella magia. Durante la sua infanzia, diventa uno studente della maga demone Roxy Migurdia, quindi amico della semiumana Sylphiette e infine insegnante di magia della nobile ereditiera Eris Boreas Greyrat. Poco dopo, una catastrofe di teletrasporto disperde molte persone in tutto il mondo; bloccato in un continente lontano, Rudeus decide di scortare Eris a casa. Durante il suo viaggio, durato tre anni, Rudeus riceve consigli dal misterioso Dio-Umano e fa amicizia con Ruijerd Supardia. Dopo aver scortato con successo Eris a casa, tuttavia un malinteso con lei lascia Rudeus con il cuore spezzato.
Due anni dopo, l'incomprensione con Eris ha reso Rudeus impotente e depresso. Si iscrive alla Ronoa Magic University dietro consiglio del Dio-Uomo per curarsi. Lì, ritrova Sylphiette che riesce a curare la sua impotenza e poco dopo i due si sposano. Rudeus si unisce quindi alla ricerca di suo padre per salvare sua madre, ignorando questa volta il consiglio dell'Uomo-Dio. Durante la ricerca, sviluppa una relazione romantica con Roxy e la prende come sua seconda moglie. Viene quindi visitato da una futura versione morente di se stesso, che lo avverte che il Dio Umano causerà la morte di tutti coloro a cui tiene. Per placare il Dio-Uomo, Rudeus tenta di uccidere uno dei suoi nemici, un guerriero di nome Orsted, ma fallisce; invece, Rudeus offre la sua fedeltà a Orsted in cambio della protezione della sua famiglia. Poco dopo, Rudeus prende Eris come sua terza moglie.
La serie continua episodicamente con una serie di archi narrativi basati sul lavoro di Rudeus con Orsted per garantire la fine precisa dell'Uomo-Dio, così come la sua vita quotidiana e la sua famiglia in crescita. Dopo che un attacco su larga scala alla vita di Rudeus fallisce, il Dio Umano rinuncia ai suoi piani contro di lui, optando invece per tramare contro i discendenti di Rudeus. Rudeus vive il resto della sua vita in pace prima di morire all'età di 74 anni.

## Personaggi

### Personaggi principali
Rudeus Greyrat (ルーデウス・グレイラット?, Rūdeusu Gureiratto)
Doppiato da: Tomokazu Sugita (ex sé) e Yumi Uchiyama (ed. giapponese), Francesco Mei (ex sé), Marco Briglione ed Elisa Giorgio (da bambino) (ed. italiana)
Prima della sua reincarnazione, era un NEET giapponese di 34 anni in sovrappeso che era diventato un recluso dopo la persecuzione del liceo. Dopo la sua reincarnazione, abbandona la sua identità passata e lavora per rendere significativa la sua nuova vita come Rudeus Greyrat. In quanto tale, cerca di comportarsi da gentiluomo, anche se la perversione della sua vita passata a volte emerge e spaventa coloro che lo circondano. Poiché conserva la sua intelligenza, Rudeus è stato in grado di iniziare l'addestramento magico già a tre anni ed è in grado di imparare a lanciare magie senza incantesimo; inoltre, ha ereditato il Fattore Laplace dai suoi genitori che, combinato con la sua formazione giovanile, gli conferisce una grande capacità magica.  Poiché Roxy Migurdia lo ha aiutato a superare la sua paura del mondo esterno, la adora come una dea e le lega i suoi successi. Durante il suo tempo libero, Rudeus crea figurine per migliorare la sua magia terrestre, che è diventata la sua principale magia offensiva. In un futuro alternativo, in cui l'Uomo-Dio ha ucciso tutti quelli che amava, un Rudeus motivato non riesce a mettere in atto la vendetta e viaggia indietro nel tempo per mettere in guardia il suo sé passato. A causa della sua speciale reincarnazione, Rudeus è immune alle maledizioni, permettendogli di fare amicizia con Ruijerd Superdia e Orsted; questa immunità viene trasmessa anche ai suoi discendenti.
Sylphiette Greyrat (シルフィエット・グレイラット?, Shirufietto Gureiratto)
Doppiata da: Ai Kayano (ed. giapponese), Martina Tamburello (ed. italiana)
Normalmente chiamata Sylphy, è l'amica d'infanzia di Rudeus, in parte di razza umana e in parte elfica e bestiale. A causa del suo fattore Laplace, un materiale genetico che garantisce ai suoi proprietari abilità magiche potenziate se addestrati in giovane età, i suoi capelli sono verdi. L'influenza di Rudeus l'ha aiutata a imparare a lanciare magie senza incantesimo. Dopo l'incidente del teletrasporto, i suoi capelli diventano bianchi per aver esaurito la sua scorta di magia. A causa delle sue capacità magiche, viene assegnata come guardia del corpo della principessa Ariel Anemoi Asura sotto l'identità di un maschio di nome Fitz.  A causa del conflitto del regno di Asura per la corona, Ariel e le sue guardie del corpo si iscrivono alla Ronoa Magic University. Sylphy non ha un cognome da nubile e prende il nome Greyrat dopo il matrimonio con Rudeus. Dà alla luce una figlia di nome Lucy Greyrat e un figlio di nome Sieghart Saladin Greyrat.
Roxy Migurdia (ロキシー・ミグルディア?, Rokishī Migurudia)
Doppiata da: Konomi Kohara (ed. giapponese), Veronica Cuscusa (ed. italiana)
Un demone della specie Migurdia, nota per la loro telepatia, i capelli blu, l'aspetto giovanile e la longevità. Poiché non può usare la telepatia, lascia il suo villaggio perché si sente isolata dai suoi coetanei. Incapace di vivere in modo stabile come avventuriera, diventa un'insegnante di magia itinerante e alla fine diventa l'insegnante di Rudeus. Dopo l'incidente del teletrasporto, Roxy aiuta Paul, il padre di Rudeus, a cercare la sua famiglia nel mondo dei sopravvissuti. Diventa la seconda moglie di Rudeus dopo aver salvato Zenith e dà alla luce due figlie, Lily Greyrat e Lara Greyrat che è il profetizzato salvatore del mondo.
Eris Boreas Greyrat (エリス・ボレアス・グレイラット?, Erisu Boreasu Gureiratto)
Doppiata da: Ai Kakuma (ed. giapponese), Francesca Bielli (ed. italiana)
Una ragazza nobile e lontana parente di Rudeus. È un personaggio tsundere con un carattere irascibile, ma ha un potenziale nello stile Sword-God. Durante il suo viaggio per tornare a casa dopo l'incidente del teletrasporto, comincia ad amare Rudeus. Quando ammettono il loro amore reciproco, Eris però parte per allenarsi per essere abbastanza degna di essere al suo fianco. Grazie al suo addestramento, diventa un vero spadaccino che può controllare il suo temperamento e valutare i suoi avversari. Diventa la terza moglie di Rudeus e dà alla luce un figlio di nome Ars Greyrat e una figlia di nome Christina Greyrat.

## Produzione
Dopo essersi laureato nel 2007, Rifujin na Magonote iniziò a inviare manoscritti alle case editrici, ma non ottenendo risultati, decise di smettere. Qualche anno dopo, leggendo Re:Monster di Kanekiru Kogitsune, venne a conoscenza del sito web di narrativa Shōsetsuka ni narō. Dopo aver letto alcuni dei serial presenti sul sito e pensando che non sarebbe stato ridicolizzato per i suoi scritti, iniziò a inviarli. Rifujin na Magonote voleva rappresentare uno studente che fallisce a scuola, cercando di avere un'altra possibilità nella vita attraverso questa serie. L'ambientazione dell'opera fu creata aggiungendo elementi di diverse opere popolari di tipo Naro-kei - cioè appartenenti a quel genere di romanzi web fantasy tipici del sito giapponese Shōsetsuka ni narō - alla storia che voleva scrivere da tempo. Da quel momento in poi, le storie isekai divennero molto popolari e si svilupparono diversi modi di affrontare il tema della reincarnazione. Alcuni autori adottarono un punto di vista del tipo: "Se fossi al posto del protagonista, cosa farei?"; altri si concentrarono sull'idea di "Se dovessi reincarnarmi, vorrei raccontare in modo dettagliato la mia infanzia precedente"; infine, c'era chi si chiedeva "È possibile sfruttare e approfondire gli eventi e le ambientazioni che precedono la reincarnazione?". Durante la sua giovinezza, Rifujin era un fan dei giochi picchiaduro nelle sale giochi. Spesso rimpiangeva di aver lasciato la sua città natale e incanalò questo dolore come forza motrice quando iniziò a scrivere Mushoku Tensei, con l'obiettivo di superare le difficoltà del passato e di portare a termine la storia. Rifujin dice che le sue influenze sono state Samidare - Lucifer & Biscuit Hammer e Kiseiju - L'ospite indesiderato, che si concentravano sulla famiglia e sulle relazioni umane.
Rifujin ha commentato di aver reso Rudeus consapevole della sua personalità controversa e di aver voluto che le azioni di Rudeus diventassero più significative, lasciando ai lettori il compito di giudicarlo. Magonote voleva che il pubblico prestasse attenzione in modo da potersi relazionare con lui. Durante la pubblicazione ottenne una grande risposta nei capitoli 6 e 7 della versione web dei romanzi, quando Roxy fa uscire di casa Rudeus. Questa accettazione gli fece pensare: "Cresciamo in questa direzione". Il messaggio della serie era che "tutti possono sbagliare".
Dopo aver pubblicato le prime parti del suo lavoro, Rifujin scrisse che intendeva che la serie durasse almeno un centinaio di capitoli. A causa delle critiche, a un certo punto Rifujin pensò di terminare la serie prematuramente, ma fu ispirato a continuare quando il suo lavoro raggiunse il primo posto nelle classifiche giornaliere di Syosetu. In origine, l'arco narrativo in cui Rudeus si riunisce con Aisha avrebbe dovuto essere completamente diverso dal lavoro pubblicato. L'autore intendeva far morire Lilia fuori dallo schermo e Aisha nascondersi sotto un'identità diversa. Tuttavia, trovò che la morte di Lilia fosse anti-climatica e decise diversamente: riscrisse quindi l'arco narrativo per far sì che la sua sopravvivenza e la mancanza di contatto avessero un senso. Rifujin ha affermato che l'arco narrativo può essere bizzarro a causa dei cambiamenti, ma non esprime rimpianti per la sua decisione, notando che la sopravvivenza di Lilia gli ha fatto riconsiderare le condizioni di Zenith nella storia. Il climax è stato influenzato da Re:Zero di Tappei Nagatsuki. Per quanto riguarda il finale del romanzo, Rifujin pensava di scrivere fino alla morte di Rudeus e, allo stesso tempo, di scrivere fino a quando Rudeus non avesse compiuto 34 anni, perché era morto a quell'età nella sua vita precedente. Ha anche detto che, poiché il prologo parla di un disoccupato che viene cacciato di casa, non voleva che la storia finisse con qualcuno che viene picchiato.
Rifujin intende creare un sequel della serie di web novel basate sull'universo a sei facce. Il 15 gennaio 2021, l'autore ha annunciato di voler terminare prima la web novel Orc Eroica. A causa di problemi di salute, il suo completamento è stato ritardato.

### Adattamento
Il regista Manabu Okamoto ha trovato il romanzo controverso e allo stesso tempo di prima qualità. Per questo motivo era interessato ad adattarlo in un anime. Tuttavia, la lunghezza dei romanzi ha reso la cosa difficile. La sfida più grande è stata la costante crescita di Rudeus da bambino ad adolescente nei primi archi narrativi, che lo staff ha reso sottile invece di usare salti temporali. Per caratterizzare adeguatamente Rudeus, Okamoto gli ha affidato due doppiatori: Tomokazu Sugita per i pensieri e Yumi Uchiyama per i dialoghi. Il compositore Yoshiaki Fujisawa ha voluto temi di sottofondo moderni per adattarsi al mondo fantasy classico.
Per la seconda stagione, Hiroki Hirano ha sostituito Okamoto alla regia. Ha dichiarato di voler sviluppare nuovamente Rudeus partendo da un punto basso, dato che la prima stagione si conclude con Rudeus che cade in depressione dopo aver perso tutti i suoi alleati. Spera che lui e lo staff di sviluppo si occupino della crescita del personaggio. Il produttore Nobuhiro Osawa ha espresso dubbi sul fatto che il team fosse sicuro di includere altre storie secondarie della serie originale per aiutare a sviluppare maggiormente Rudeus.

## Media

### Web novel e light novel
Rifujin na Magonote ha pubblicato il suo lavoro sul sito web di romanzi online, Shōsetsuka ni narō (abbreviato in Syosetu); il primo capitolo è stato caricato il 22 novembre 2012. Nel novembre 2013, l'autore ha annunciato il suo lavoro sarebbe stato pubblicato come light novel sotto MF Books di Media Factory; indipendentemente, l'autore ha dichiarato la sua intenzione di continuare a pubblicare i suoi capitoli online. L'illustratore della light novel è un utente Pixiv chiamato ShiroTaka. La serie è stata pubblicata in 26 volumi light novel dal 24 gennaio 2014 al 25 novembre 2022, con il settimo volume completamente originale. Seven Seas Entertainment ha concesso in licenza le light novel per la pubblicazione in Nord America. In Italia la serie è stata annunciata durante il Lucca Comics & Games 2023 e viene pubblicata da Dokusho Edizioni a partire dal 26 luglio 2024. La traduzione dei testi è curata da Claudia Semeraro.
Una serie spin-off, Mushoku Tensei: Dasoku-hen (無職転生 - 蛇足編? lett. "Reincarnazione senza lavoro: Ridondanza"), è stato pubblicato come nove storie brevi su Shōsetsuka ni narō dal 19 maggio 2015 al 9 settembre 2017 (con la settima storia, Il momento in cui Aisha Greyrat ha smesso di essere una cameriera, rimossa poco dopo la pubblicazione). Media Factory l'ha pubblicato dal 23 giugno 2023, con i primi due volumi contenti tre storie ciascuno e un ulteriore racconto originale, e il terzo volume riscritto Il momento in cui Aisha Greyrat ha smesso di essere una cameriera.
Due volumi di accompagnamento sono stati pubblicati da Media Factory rispettivamente il 25 marzo e il 25 novembre 2022: Mushoku Tensei ~ Isekai ittara honki dasu ~ Recollection (無職転生 ～異世界行ったら本気だす～ リコレクション?, Mushoku Tensei ~ Isekai ittara honki dasu ~ Rikorekushon, lett. "Reincarnazione senza lavoro: Ci proverò seriamente se vado in un altro mondo - Recollection") (una raccolta di 32 storie brevi ambientate tra i primi dieci volumi della serie, con una nuova storia breve esclusiva della raccolta e un'intervista a Rifujin na Magonote) e Mushoku Tensei ~ Isekai ittara honki dasu ~ Special Book (無職転生 ～異世界行ったら本気だす～ スペシャルブック?, Mushoku Tensei ~ Isekai ittara honki dasu ~ Supesharu Bukku) (con la cronologia della serie, un manga speciale degli artisti che hanno adattato la serie, 40 storie brevi, tra cui cinque nuove, e un'intervista a Shirotaka).

#### Volumi
| Mushoku Tensei (26 volumi)                                          | |                                                                             |                |                                                                             |
| 1                                                                   | 24 gennaio 2014 | ISBN 978-4-04-066220-6                                                      | 26 luglio 2024 | ISBN 979-12-81493-21-6 (ed. regolare) ISBN 979-12-81493-22-3 (ed. limitata) |
| 1                                                                   | Capitoli - Prologo - I. Che sia un altro mondo? (もしかして：異世界?, Moshikashite: Isekai) - II. Una cameriera senza parole (ドン引きのメイドさん?, Don hiki no meido-san) - III. Manuale di magia (魔術教本?, Majutsu kyōhon) - IV. La maestra (師匠?, Shishō) - V. Spada e magia (剣術と魔術?, Kenjutsu to majutsu) - VI. Rispetto (尊敬の理由?, Sonkei no riyū) - VII. Amico (友達?, Tomodachi) - VIII. Ottusità (鈍感?, Donkan) - IX. Riunione di famiglia d'emergenza (緊急家族会議?, Kinkyū kazoku kaigi) - X. Ristagno (伸び悩み?, Nobinayami) - XI. Separazione (離別?, Ribetsu) - Extra. La madre della famiglia Greyrat (グレイラット家の母親?, Gureiratto-ka no hahaoya) |                                                                             |                |                                                                             |
| 2                                                                   | 25 marzo 2014 | ISBN 978-4-04-066393-7                                                      | 17 luglio 2025 | ISBN 979-12-81493-39-1                                                      |
| 3                                                                   | 23 maggio 2014 | ISBN 978-4-04-066755-3                                                      | —              | —                                                                           |
| 4                                                                   | 25 agosto 2014 | ISBN 978-4-04-066961-8                                                      | —              | —                                                                           |
| 5                                                                   | 24 ottobre 2014 | ISBN 978-4-04-067130-7                                                      | —              | —                                                                           |
| 6                                                                   | 25 febbraio 2015 | ISBN 978-4-04-067412-4                                                      | —              | —                                                                           |
| 7                                                                   | 25 agosto 2015 | ISBN 978-4-04-067759-0                                                      | —              | —                                                                           |
| 8                                                                   | 23 ottobre 2015 | ISBN 978-4-04-067946-4                                                      | —              | —                                                                           |
| 9                                                                   | 25 gennaio 2016 | ISBN 978-4-04-068046-0                                                      | —              | —                                                                           |
| 10                                                                  | 25 marzo 2016 | ISBN 978-4-04-068192-4                                                      | —              | —                                                                           |
| 11                                                                  | 25 maggio 2016 | ISBN 978-4-04-068347-8                                                      | —              | —                                                                           |
| 12                                                                  | 25 agosto 2016 | ISBN 978-4-04-068483-3                                                      | —              | —                                                                           |
| 13                                                                  | 22 dicembre 2016 | ISBN 978-4-04-068745-2                                                      | —              | —                                                                           |
| 14                                                                  | 25 aprile 2017 | ISBN 978-4-04-069189-3                                                      | —              | —                                                                           |
| 15                                                                  | 25 luglio 2017 | ISBN 978-4-04-069355-2                                                      | —              | —                                                                           |
| 16                                                                  | 25 ottobre 2017 | ISBN 978-4-04-069587-7                                                      | —              | —                                                                           |
| 17                                                                  | 25 gennaio 2018 | ISBN 978-4-04-069664-5                                                      | —              | —                                                                           |
| 18                                                                  | 25 maggio 2018 | ISBN 978-4-04-069925-7                                                      | —              | —                                                                           |
| 19                                                                  | 25 agosto 2018 | ISBN 978-4-04-065167-5                                                      | —              | —                                                                           |
| 20                                                                  | 25 gennaio 2019 | ISBN 978-4-04-065502-4                                                      | —              | —                                                                           |
| 21                                                                  | 25 marzo 2019 | ISBN 978-4-04-065637-3                                                      | —              | —                                                                           |
| 22                                                                  | 25 luglio 2019 | ISBN 978-4-04-065908-4                                                      | —              | —                                                                           |
| 23                                                                  | 25 giugno 2020 | ISBN 978-4-04-064540-7                                                      | —              | —                                                                           |
| 24                                                                  | 25 dicembre 2020 | ISBN 978-4-04-680069-5                                                      | —              | —                                                                           |
| 25                                                                  | 25 settembre 2021 | ISBN 978-4-04-680509-6                                                      | —              | —                                                                           |
| 26                                                                  | 25 novembre 2022 | ISBN 978-4-04-681933-8                                                      | —              | —                                                                           |
| Mushoku Tensei: Dasoku-hen (3 volumi)                               | |                                                                             |                |                                                                             |
| 1                                                                   | 23 giugno 2023 | ISBN 978-4-04-682560-5                                                      | —              | —                                                                           |
| 2                                                                   | 24 maggio 2024 | ISBN 978-4-04-683328-0 (ed. regolare) ISBN 978-4-04-683329-7 (ed. limitata) | —              | —                                                                           |
| 3                                                                   | 25 giugno 2025 | ISBN 978-4-04-684717-1 (ed. regolare) ISBN 978-4-04-684718-8 (ed. limitata) | —              | —                                                                           |
| Mushoku Tensei ~ Isekai ittara honki dasu ~ Recollection (1 volume) | |                                                                             |                |                                                                             |
| 1                                                                   | 25 marzo 2022 | —                                                                           | —              | —                                                                           |
| Mushoku Tensei ~ Isekai ittara honki dasu ~ Special Book (1 volume) | |                                                                             |                |                                                                             |
| 1                                                                   | 25 novembre 2022 | ISBN 978-4-04-681934-5                                                      | —              | —                                                                           |

### Manga

Copertina del primo volume dell'edizione italiana del manga, raffigurante Rudeus e Roxy

Nel numero di maggio 2014 di Monthly Comic Flapper, è stato annunciato che l'adattamento manga di Mushoku Tensei di Yuka Fujikawa sarebbe stato presentato in anteprima nel numero di giugno; sebbene Yuka sia l'autore della serie manga, il design dei personaggi è attribuito a ShiroTaka. Media Works ha raccolto i singoli capitoli in volumi tankōbon; il primo volume è stato pubblicato nell'ottobre 2014. Nel gennaio 2015, Seven Seas Entertainment ha annunciato la licenza della serie manga per la localizzazione in Nord America con il titolo Mushoku Tensei: Jobless Reincarnation.
Una seconda serie manga disegnata da Kazusa Yoneda, intitolata Mushoku Tensei: Isekai ittara honki dasu - Shitsui no majutsushi-hen (無職転生 ～異世界行ったら本気だす～ 失意の魔術師編? lett. "Reincarnazione senza lavoro: Ci proverò seriamente se vado in un altro mondo - L'arco del mago depresso") ha iniziato la serializzazione sul sito web Comic Cmoa di NTT Solmare il 20 dicembre 2021. Adatta il settimo volume della light novel.
In Italia la prima serie viene pubblicata da Panini Comics sotto l'etichetta Planet Manga dal 24 giugno 2021 con il titolo Mushoku Tensei - Jobless Reincarnation.

#### Volumi
| Nº | Data di prima pubblicazione | Data di prima pubblicazione | Data di prima pubblicazione | Data di prima pubblicazione |
| Nº | Giapponese                  | Giapponese                  | Italiano                    | Italiano                    |
| -- | --------------------------- | --------------------------- | --------------------------- | --------------------------- |
| 1  | 23 ottobre 2014             | ISBN 978-4-04-066884-0      | 24 giugno 2021              | ISBN 978-88-287-6034-4      |
| 2  | 23 marzo 2015               | ISBN 978-4-04-067293-9      | 22 luglio 2021              | ISBN 978-88-287-6094-8      |
| 3  | 19 settembre 2015           | ISBN 978-4-04-067808-5      | 23 settembre 2021           | ISBN 978-88-287-6180-8      |
| 4  | 23 marzo 2016               | ISBN 978-4-04-068226-6      | 14 ottobre 2021             | ISBN 978-88-287-6220-1      |
| 5  | 23 settembre 2016           | ISBN 978-4-04-0694-18-4     | 18 novembre 2021            | ISBN 978-88-287-6328-4      |
| 6  | 23 marzo 2017               | ISBN 978-4-040691-09-1      | 16 dicembre 2021            | ISBN 978-88-287-6465-6      |
| 7  | 23 settembre 2017           | ISBN 978-4-040694-18-4      | 3 febbraio 2022             | ISBN 978-88-287-6506-6      |
| 8  | 23 marzo 2018               | ISBN 978-4-040697-76-5      | 31 marzo 2022               | ISBN 978-88-287-6544-8      |
| 9  | 23 ottobre 2018             | ISBN 978-4-040651-00-2      | 9 giugno 2022               | ISBN 978-88-287-6588-2      |
| 10 | 23 marzo 2019               | ISBN 978-4-040655-76-5      | 7 luglio 2022               | ISBN 978-88-287-6635-3      |
| 11 | 23 ottobre 2019             | ISBN 978-4-040640-46-4      | 4 agosto 2022               | ISBN 978-88-287-6703-9      |
| 12 | 23 marzo 2020               | ISBN 978-4-040644-69-1      | 8 settembre 2022            | ISBN 978-88-287-2107-9      |
| 13 | 20 agosto 2020              | ISBN 978-4-04064-816-3      | 20 ottobre 2022             | ISBN 978-88-287-1726-3      |
| 14 | 21 gennaio 2021             | ISBN 978-4-04680-113-5      | 17 novembre 2022            | ISBN 978-88-287-2460-5      |
| 15 | 23 giugno 2021              | ISBN 978-4-04-680670-3      | 22 dicembre 2022            | ISBN 978-88-287-2570-1      |
| 16 | 22 novembre 2021            | ISBN 978-4-04680-885-1      | 19 gennaio 2023             | ISBN 978-88-287-2867-2      |
| 17 | 22 giugno 2022              | ISBN 978-4-04-681385-5      | 2 marzo 2023                | ISBN 978-88-287-4227-2      |
| 18 | 22 dicembre 2022            | ISBN 978-4-04-681985-7      | 13 luglio 2023              | ISBN 978-88-287-4380-4      |
| 19 | 22 luglio 2023              | ISBN 978-4-04-682607-7      | 21 dicembre 2023            | ISBN 978-88-287-7199-9      |
| 20 | 22 febbraio 2024            | ISBN 978-4-04-683275-7      | 4 luglio 2024               | ISBN 978-88-287-8892-8      |
| 21 | 22 agosto 2024              | ISBN 978-4-04-683847-6      | 27 febbraio 2025            | ISBN 979-12-21910-49-0      |
| 22 | 22 marzo 2025               | ISBN 978-4-04-684617-4      | —                           | —                           |
| 23 | 22 agosto 2025              | ISBN 978-4-04-685014-0      | —                           | —                           |

#### Spin-off
Un manga spin-off disegnato da Shoko Iwami, intitolato Mushoku Tensei: Roxy datte honki desu (無職転生 ～ロキシーだって本気です～?, Mushoku Tensei: Rokishī datte honki desu, lett. "Reincarnazione senza lavoro: Roxy fa sul serio"), è stato serializzato online sul sito ComicWalker di Kadokawa Shoten dal 21 dicembre 2017 al 14 luglio 2023. Dodici volumi tankōbon sono stati pubblicati dal 22 marzo 2018 al 23 agosto 2023. Seven Seas Entertainment ha concesso la licenza del manga nel settembre 2018 per la pubblicazione cartacea e digitale, e lo ha pubblicato dal 30 aprile 2019 al 10 settembre 2024 con il titolo Mushoku Tensei: Roxy Gets Serious.
Un secondo manga spin-off disegnato da Kaede Nogiwa, intitolato Mushoku Tensei: 4-koma ni natte mo honki dasu (無職転生 ～4コマになっても本気だす～? lett. "Reincarnazione senza lavoro: Ci proverò seriamente anche in 4-koma"), è stato serializzato sulla rivista Comic Dengeki Daioh ”g" di ASCII Media Works dal 25 ottobre 2018 al 27 agosto 2020. Tre volumi tankōbon sono stati pubblicati dal 26 ottobre 2019 al 26 dicembre 2020.
Un terzo manga spin-off disegnato da Take Higake, intitolato Mushoku Tensei: Eris wa honki de kiba o togu (無職転生～エリスは本気で牙を砥ぐ～?, Mushoku Tensei: Erisu wa honki de kiba o togu, lett. "Reincarnazione senza lavoro: Eris si impegna seriamente ad affilare le sue zanne"), è stato serializzato online sul servizio Gangan Online di Square Enix dal 15 marzo all'11 ottobre 2022. È stato raccolto in unico volume tankōbon, pubblicato il 25 novembre dello stesso anno. Il servizio Manga Up! di Square Enix ha pubblicato il manga in inglese il 24 novembre 2023.
Un'antologia di manga, Mushoku Tensei ~ Isekai ittara honki dasu ~ Anthology (無職転生～異世界行ったら本気だす～アンソロジー?, Mushoku Tensei ~ Isekai ittara honki dasu ~ Ansorojī, lett. "Reincarnazione senza lavoro: Ci proverò seriamente se vado in un altro mondo - Antologia"), disegnata da vari artisti è stata pubblicata da Media Factory in tre volumi: Side: Roxy il 22 marzo 2019, e Side: Eris e Side: Sylphie il 23 dicembre 2020.
| Mushoku Tensei: Roxy datte honki desu (12 volumi)                |                   |                        |
| 1                                                                | 22 marzo 2018     | ISBN 978-4-04-069697-3 |
| 2                                                                | 22 settembre 2018 | ISBN 978-4-04-065108-8 |
| 3                                                                | 22 marzo 2019     | ISBN 978-4-04-065604-5 |
| 4                                                                | 25 ottobre 2019   | ISBN 978-4-04-064033-4 |
| 5                                                                | 23 marzo 2020     | ISBN 978-4-04-064482-0 |
| 6                                                                | 21 agosto 2020    | ISBN 978-4-04-064825-5 |
| 7                                                                | 22 gennaio 2021   | ISBN 978-4-04-680096-1 |
| 8                                                                | 21 settembre 2021 | ISBN 978-4-04-680545-4 |
| 9                                                                | 23 dicembre 2021  | ISBN 978-4-04-680950-6 |
| 10                                                               | 23 luglio 2022    | ISBN 978-4-04-681524-8 |
| 11                                                               | 23 gennaio 2023   | ISBN 978-4-04-681973-4 |
| 12                                                               | 23 agosto 2023    | ISBN 978-4-04-682593-3 |
| Mushoku Tensei: 4-koma ni natte mo honki dasu (3 volumi)         |                   |                        |
| 1                                                                | 26 ottobre 2019   | ISBN 978-4-04-912759-1 |
| 2                                                                | 27 marzo 2020     | ISBN 978-4-04-913115-4 |
| 3                                                                | 26 dicembre 2020  | ISBN 978-4-04-913562-6 |
| Mushoku Tensei: Eris wa honki de kiba o togu (1 volume)          |                   |                        |
| 1                                                                | 25 novembre 2022  | ISBN 978-4-7575-8268-2 |
| Mushoku Tensei ~ Isekai ittara honki dasu ~ Anthology (3 volumi) |                   |                        |
| 1                                                                | 22 marzo 2019     | ISBN 978-4-04-065593-2 |
| 2                                                                | 23 dicembre 2020  | ISBN 978-4-04-680035-0 |
| 3                                                                | 23 dicembre 2020  | ISBN 978-4-04-680036-7 |

### Anime

Logo della serie

Il 15 marzo 2019, il sito web ufficiale di MF Books ha annunciato che sarebbe stato prodotto un adattamento anime di Mushoku Tensei. L'anime è stato successivamente annunciato il 18 ottobre 2019 come una serie televisiva, diretta da Manabu Okamoto e animata da Studio Bind, con Kazutaka Sugiyama disegnatore dei personaggi e Yoshiaki Fujisawa come compositore per la musica. Egg Firm è accreditata per la produzione. La prima serie era originariamente prevista per il 2020, ma è stata posticipata fino all'11 gennaio 2021. Nel corso della serie si sono susseguite cinque diverse sigle di apertura: Tabibito no uta (旅人の唄? lett. "La canzone del viaggiatore"), Mezame no uta (目覚めの唄? lett. "La canzone del risveglio"), Keishō no uta (継承の唄? lett. "La canzone dell'eredità"), Inori no uta (祈りの唄? lett. "Il canto della preghiera") e Tōku no komori no uta (遠くの子守の唄? lett. "Una lontanta ninna nanna"). Le sigle di chiusura invece sono due: Only (オンリー?, Onrī) e Kaze to iku michi (風と行く道? lett. "La strada da percorrere con il vento"). Tutti i brani sono interpretati da Yuiko Ōhara. Funimation ha concesso in licenza la serie e l'ha trasmessa in streaming sul suo sito Web in Nord America, Messico, Brasile e Isole britanniche, in Europa tramite Wakanim e in Australia e Nuova Zelanda tramite AnimeLab. Muse Communication ha concesso in licenza la serie nel sud-est asiatico e nell'Asia meridionale e l'ha trasmessa in streaming sul loro canale YouTube Muse Asia, su iQIYI e Bilibili nel sud-est asiatico.
A conclusione della prima metà della serie, il 22 marzo 2021, è stata annunciata una seconda metà. Quest'ultima, originariamente prevista per luglio 2021, è stata posticipata 4 ottobre 2021, a causa di "varie circostanze". La trasmissione è poi terminata il 20 dicembre successivo. La serie è stata raccolta in 4 volumi Blu-ray editi da Toho e pubblicati dal 21 aprile 2021 al 16 marzo 2022. Il quarto volume Blu-ray uscito il 16 marzo 2022 presenta inoltre un episodio OAV bonus.
Il 6 marzo 2022 è stata annunciata la seconda stagione. Viene diretta da Hiroki Hirano, sceneggiata da Toshiya Ono e il character design è curato da Sanae Shimada. La seconda stagione è stata trasmessa dal 2 luglio al 24 settembre 2023. La seconda parte invece è andata in onda dall'8 aprile al 1º luglio 2024, con Ryōsuke Shibuya che ha sostituito Hirano alla regia. La sigla d'apertura è Spiral dei Longman mentre quella di chiusura Musubime (ムスビメ?) di Yuiko Ōhara.
Il 1º marzo 2022 la serie è stata caricata su Crunchyroll Italia con soltanto i sottotitoli in inglese, azione facente parte della più ampia unificazione del catalogo del servizio statunitense con quello di Funimation/Wakanim. Sempre nel corso del 2022 la serie è stata resa disponibile sottotitolata in italiano. Il 21 giugno 2023 Crunchyroll ha annunciato il doppiaggio italiano della prima parte della seconda stagione il quale è stato pubblicato dal 23 luglio al 15 ottobre successivi. La seconda parte doppiata invece è stata pubblicata dal 28 aprile al 21 luglio 2024. Durante il Lucca Comics & Games 2024 è stato annunciato il doppiaggio della prima stagione, il quale è stato pubblicato il 14 gennaio 2025. Il doppiaggio italiano è curato da Transperfect Italia di Milano sotto la direzione di Francesca Tretto. L'adattamento dei dialoghi dell'edizione italiana è stato effettuato da Simone Lupinacci.
Al termine della seconda stagione è stata annunciata la terza, prevista per il 2026.

## Accoglienza
Nelle classifiche di Syosetu, il romanzo web ha fatto apparizioni cumulative come il lavoro più popolare sul sito web. Le light novel sono apparse nelle classifiche di Oricon e si sono classificate anche nei nuovi sondaggi di popolarità di T-site. Tuttavia, il personaggio principale Rudeus è stato criticato per essere un pervertito.